# Tempel van Seti I (Koerna)

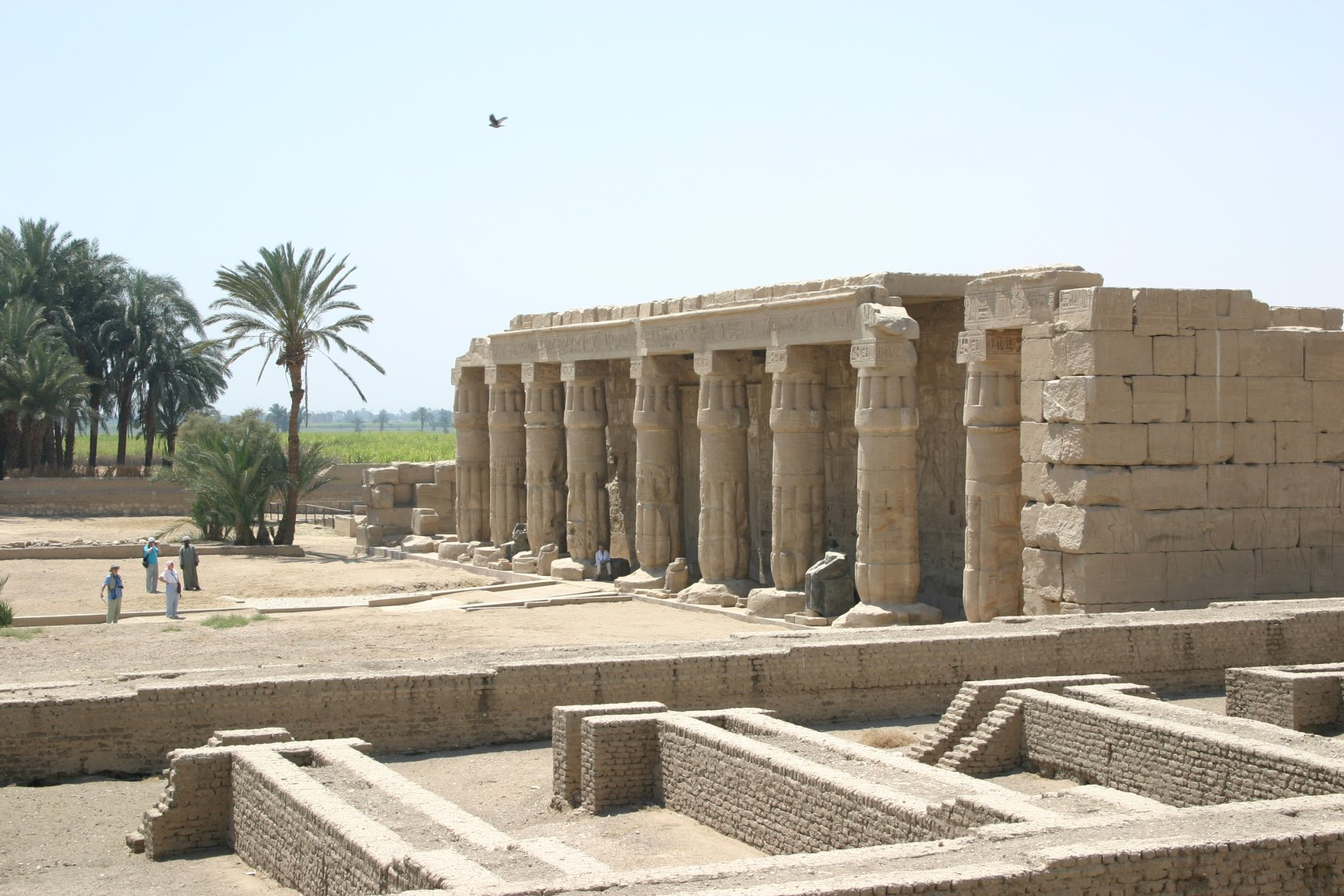
Tempel van Seti I

De tempel van Seti I in Koerna is een Egyptische tempel gelegen in Qurna, een dorpje ten westen van Luxor. De tempel is een huis van miljoen jaren en diende voor de dodencultus van de farao.

## Geschiedenis van de tempel
De tempel was gebouwd ter ere van de Thebaanse god Amon en voor de vader van Seti I, Ramses I. Deze had onder zijn regering nog geen eigen dodentempel kunnen bouwen. Waarschijnlijk was het complex nog niet voltooid onder Seti I en heeft zijn zoon Ramses II de tempel afgewerkt. Tot in de Ptolemaeïsche tijd werd de tempel nog gebruikt, maar onder de Romeinen diende ze als atelier. In de Christelijke tijd werd het noordelijke deel van de tempel als kerk gebruikt. De pylonen en het voorhof werden afgebroken en er werden huizen op gezet.

## Architectuur

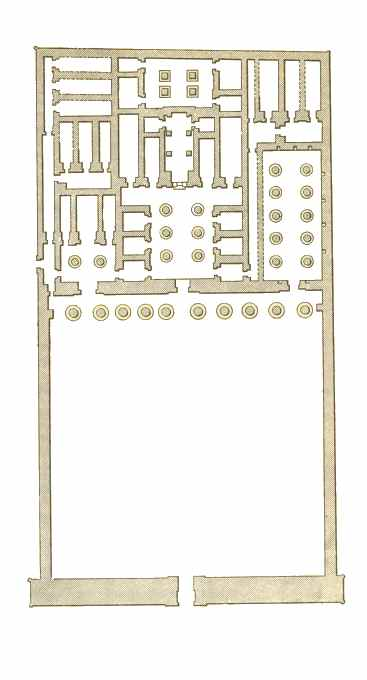
Plan van het tweede hof en hoofdgebouw

Rondom het tempelcomplex lag een muur van 124 x 162 meter. In het oosten was een opening met een eerste pyloon. Daarbij kwam men op het eerste hof, waar ook een koninklijk paleis, magazijnen en een heilig meer stond. Een tweede pyloon gaf uit op het tweede hof. Op dat hof stonden 10 grote kolommen langs waar men in het hoofdgebouw van de tempel raakte. Er waren drie ingangen: de linker (meest zuidelijke) diende voor de koninklijke cultus van Ramses I, de centrale ingang gaf uit op het complex dat diende voor de cultus van Amon en Seti I. Er waren ook nog andere zijkapellen voor Ptah-Sokar, Mut, Amon, Chonsoe en Osiris. De noordelijke ingang kwam uit op een zonnehof en altaar.